# Gateholm Island
Gateholm Island är en ö i Storbritannien.   Den ligger i kommunen Pembrokeshire och riksdelen Wales, i den södra delen av landet, 400 km väster om huvudstaden London.